# Automolis neaera
Automolis neaera är en fjärilsart som beskrevs av Fawcett 1915. Automolis neaera ingår i släktet Automolis och familjen björnspinnare. Inga underarter finns listade i Catalogue of Life.